# Ligne Keisei Aéroport de Narita
La ligne Keisei Aéroport de Narita (京成成田空港線, Keisei-Narita-Kūkō-sen) est une ligne ferroviaire du réseau Keisei au Japon. Elle relie la gare de Keisei Takasago à Tokyo à celle de l'aéroport de Narita dans la préfecture de Chiba. Cette ligne est notamment empruntée par les services Skyliner reliant Tokyo à l'aéroport international de Narita.
La ligne est aussi désignée sous le nom Narita Sky Access avec la portion de la ligne principale Keisei entre Keisei-Ueno et Keisei-Takasago.

Narita Sky Access (en bleu)

## Histoire
La ligne a été inaugurée le 17 juillet 2010.

## Caractéristiques

### Ligne
La ligne emprunte la ligne Hokusō puis une section de 19,1 km construite en partie sur les emprises prévues pour la ligne Shinkansen Narita avant de rejoindre la ligne principale Keisei pour desservir l'aéroport de Narita.

### Liste des gares
| Numéro | Gare                            | Nom japonais         | Distance depuis Keisei Takasago (km) | Correspondances                                                     | Localisation | Localisation        |
| ------ | ------------------------------- | -------------------- | ------------------------------------ | ------------------------------------------------------------------- | ------------ | ------------------- |
| KS10   | Keisei Takasago                 | 京成高砂             | 0                                    | Keisei : Keisei (interconnexion), Kanamachi Hokuso-Railway : Hokusō | Katsushika   | Tokyo               |
| HS05   | Higashi-Matsudo                 | 東松戸               | 7,5                                  | JR East : Musashino Hokuso-Railway : Hokusō                         | Matsudo      | Préfecture de Chiba |
| HS08   | Shin-Kamagaya                   | 新鎌ヶ谷             | 12,7                                 | Shin-Keisei : Shin-Keisei Hokuso-Railway : Hokusō Tōbu : Urban Park | Kamagaya     | Préfecture de Chiba |
| HS12   | Chiba New Town Chūō (ja)        | 千葉ニュータウン中央 | 23,8                                 | Hokuso-Railway : Hokusō                                             | Inzai        | Préfecture de Chiba |
| HS14   | Imba Nihon-idai                 | 印旛日本医大         | 32,3                                 | Hokuso-Railway : Hokusō                                             | Inzai        | Préfecture de Chiba |
| KS43   | Narita Yukawa                   | 成田湯川             | 40,7                                 |                                                                     | Narita       | Préfecture de Chiba |
| KS41   | Aéroport de Narita Terminal 2·3 | 空港第2ビル          | 50,4                                 | JR East : Narita                                                    | Narita       | Préfecture de Chiba |
| KS42   | Aéroport de Narita Terminal 1   | 成田空港             | 51,4                                 | JR East : Narita                                                    | Narita       | Préfecture de Chiba |